# Vulpia membranacea
Vulpia membranacea es una especie de planta herbácea perteneciente a la familia de las poáceas. Se distribuye por la región mediterránea y Macaronesia.

## Descripción
Son plantas con tallos de hasta 50 cm de altura, erectos, ascendentes o decumbentes, estriados, glabros. Hojas con lígula de 0,1-0,2 mm, truncada, ligeramente lacerada; limbo de hasta 8 cm de longitud y 0,1-0,5 (-3) mm de anchura, generalmente setáceo y convoluto, con haz estriado cortamente pubescente y envés glabro. Panícula de 1-11 cm, racemiforme, unilateral, con base generalmente cubierta por la vaina de la última hoja. Espiguillas de 10-18 mm, con 2-4 (-6) flores hermafroditas o a veces las 2-3 superiores estériles. Glumas más cortas que las flores, glabras; la inferior de 0,5-2 mm, triangular o triangular-lanceolada, a veces con ápice bilobado, trinervada; la superior de 8-14 mm, lanceolada, generalmente trinervada, con margen escarioso estrecho y arista escábrida de 2-20 mm. Lema de 8-12 mm, lanceolada, con 5 nervios poco marcados, glabra, y 1 arista escábrida de 10-35 mm; callo de 0,5-0,7 mm, oblongo, agudo. Pálea de 5,5-6,5 mm, con quillas ciliadas o escabriúsculas. Anteras de 0,4-0,9 mm. 2n = 14. Florece de febrero a mayo.

## Distribución y hábitat
Se encuentra en pastizales sobre suelos arenosos. Es una especie común. Se distribuye por Europa occidental, oeste de la Región mediterránea y Macaronesia.

## Taxonomía
Vulpia membranacea fue descrita por (L.) Dumort. y publicado en Agrost. Belg. 100. 1824.
Citología
Número de cromosomas de Vulpia membranacea (Fam. Gramineae) y táxones infraespecíficos:  2n=14
Etimología
El nombre del género fue nombrado en honor del botánico alemán J.S.Vulpius (1760–1840)
membranacea: epíteto latino que significa "con membrana".
Sinonimia
- Bromus hordeiformis Lam.
- Festuca agrestis Loisel.
- Festuca linneana (Parl.) Steud.
- Festuca membranacea (L.) Druce
- Festuca membranacea var. albida Kit.
- Festuca pyramidata Link
- Festuca uniglumis var. longiseta (Brot.) Asch. & Graebn.
- Stipa membranacea L.
- Vulpia agrestis (Loisel.) Duval-Jouve
- Vulpia fontanesii Parl.
- Vulpia linneana Parl.
- Vulpia longiseta (Brot.) Hack.
- Vulpia pyramidata (Link) Rothm.
- Vulpia uniglumis var. longiseta (Brot.) Husn.[6][7]

## Nombre común
Castellano: cadillos.